# Јохан Кристоф Фридрих Гутс Мутс
Фридрих Гутс Мутс (9. август 1759 – 21. мај 1839) је био немачки педагог и писац из области гимнастике. 

## Биографија
Године 1793. Фридрих је објавио дело Gymnastik fur die Jugend у коме је изложио своју поделу телесног васпитања на гимнастику, ручни рад и игре, а гимнастику на скокове, трчање, бацање, рвање, пењање и равнотежу. У својим осталим делима наглашавао је значај телесних вежби за припремање омладине за војску као и физичко оспособљавање будућих војника. Идеје Фридриха нису одмах прихваћене у Немачкој. Више успеха имао је у Данској. Дела су му штампана на француском и енглеском језику. 